# Рымеш, Ирина Фёдоровна
Ирина Рымеш (молд. и рум. Irina Rîmeș; род. 22 августа 1991, Извоаре, Республика Молдова) — молдавская и румынская певица. Является одним из наставников румынской версии шоу «Голос» — Vocea României. Работает и живёт в Бухаресте, Румыния.

## Биография

### 1991—2015: Детство и начало музыкальной деятельности
Ирина родилась 22 августа 1991 года во Флорештском районе и является первым ребёнком Валентины и Федора Рымешей; у неё есть младший брат Виталий. Ирина заявляла в интервью, что её семья сильно повлияла на её интерес к музыке, особенно её отец и бабушка по отцовской линии. Последняя по словам Ирины, обладала очень хорошим голосом: «Бабушка была частью церковного хора и помню, как она сидела на печи и колядовала нам». Ирина проявляла интерес к писательству и сочинительству с раннего возраста: «Я начала писать стихи, когда училась в нулевом классе. Я помню, что научилась петь, писать и читать дома». Артистка переехала в Сороки в то же время, когда начала учиться в Теоретической средней школе до 2010 года; Позже она окончила Академию музыки, театра и пластических искусств в Кишинёве. В 2012 году Ирина участвовала в шоу талантов «Fabrica de staruri», где стала финалисткой.

### 2016 — настоящее время: «Visele» и Despre El
Ирина переехала в Румынию в 2016 году, когда подписала контракт с Quantum Music. Её первый сингл «Visele» («Мечты») занял первое место в румынском рейтинге Airplay 100 в 2016 году и принес ей награду за лучший дебют года на Radio România Music Awards в 2017 году. Ирина также написала песни для различных румынских артистов, таких как INNA, Raluka, Andra, Alina Eremia, Nicoleta Nuca и Antonia. Румынский филиал Cosmopolitan назвал её «откровением 2016 года». В 2017 году Ирина подписала контракт с Universal Music France и выпустила свой первый альбом «Despre el» («О нём»). В 2018 году она стала одним из четырёх наставников Vocea României.

## Дискография

### Альбомы
- Despre el (2017)
- Cosmos (2018)
- Pastila (2020)
- ACASĂ (2022)

### Синглы
- «Visele» (2016)
- «I Loved You» (feat. DJ Sava) (2016)
- «Iubirea noastră mută» (2016)
- «Da' ce tu» (2016)
- «Haina ta» (2016)
- «Ce s-a întâmplat cu noi» (2017)
- «Cupidon» (feat. The Guess Who) (2017)
- «Piesa noastră» (feat. Killa Fonic) (2017)
- «Stai lângă mine» (feat. Vunk) (2017)
- «My Favourite Man» (2017)
- «Bandana» (feat. Killa Fonic) (2017)
- «Bolnavi amandoi» (2017)
- «Cosmos» (2017)
- «Octombrie Roșu» (2017)
- «Eroii pieselor noastre» (2017)
- «Beau» (2018)
- «În Locul Meu» (2018)
- «Cel Mai Bun Prieten» (2018)
- «Cel Mai Bun DJ» (feat. The Motans) (2018)
- «Nu Stii Tu Sa Fii Barbat» (2018)
- «24:00» (2019)
- «In palme» (2019)
- «Ce Se Intampla Doctore» (2019)
- «Muzica E Pentru Toti» (feat. Vanotek) (2019)
- «Dor De Casa» (feat. Cuza, George Hora, Carmen Tanase) (2019)
- «3 Inimi» (feat. Carla's Dreams) (2020)
- «Baiatul Meu Frumos» (2020)
- «Sarea De Pe Rana» (2020)
- «Nu Vreau» (feat. Mahmut Orhan) (2020)
- «Urbanist Sessions» (2021)
- «Doina» (feat. Damian Dtaghici) (2021)
- «N-Avem Timp» (2021)
- «Навсегда» (feat. Jah Khalib) (2021)
- «Aici» (feat. Carla's Dreams, INNA, The Motans) (2021)
- «Pentru totdeauna» (feat. Grasu XXL) (2021)
- «Ooh, Baby!» (feat. NANE) (2022)
- «Ba ba ba» (2022)
- «Hai, Catrină!» (feat. Damian Draghici & Connect-R) (2022)
- «Ielele» (feat. David Ciente) (2022)
- «Acasă» (Radio Edit) (2022)
- «Laisse tomber les filles (feat. David Goldcher) (2022)
- «Gata de zbor» (feat. The Motans) (2022)
- «Live @ Diud, Where's My Tune» (2022)
- «Live @ Carusel» (2022)
- «Neiubita ta» (2023)
- «Changer» (2023)
- «Străin în țara lui» (feat. David Ciente) (2023)
- «Langa Carpati» (feat. Ionut Dolanescu) (2023)
- «Flori de mai» (2023)
- «Flori de mai» (Slowed) (2023)